# 高島村 (新潟県南蒲原郡)
高島村（たかしまむら）は、かつて新潟県南蒲原郡にあった村。高嶋村と表記される場合がある。

## 沿革
- 1889年（明治22年）4月1日 - 町村制の施行により、南蒲原郡高屋敷村、島潟新田村、滝谷新田村、福岡新田村及び高岡新田村の区域をもって、南蒲原郡高島村が発足する。
- 1901年（明治34年）11月1日 - 南蒲原郡笹岡村、長堀村、大浦村及び高島村が合併して、南蒲原郡長沢村が発足する。